# Souk Ahras
Cet article concerne la ville de Souk Ahras. Pour la wilaya, voir Wilaya de Souk Ahras. Pour la daïra, voir Daïra de Souk Ahras.
Souk Ahras (en arabe : سوق أهراس, en berbère : ⵚⵓⵇ ⴰⵀⵔⴰⵙ), anciennement Thagaste ou Tagilt, est une commune de la wilaya de Souk Ahras en Algérie, située à 75 kilomètres au sud-est de Guelma et à 100 kilomètres au sud-est d'Annaba.
La vieille ville de Thagaste est mentionnée par Pline l'Ancien comme un municipe. Ville natale de saint Augustin, évêque d'Hippone, Souk Ahras a joué un rôle important dans l'histoire politique et culturelle de l'Algérie en raison de sa position stratégique. Carrefour des civilisations numide, puis romaine et enfin berbère, elle fut le lieu de fortifications militaires (Madaure, Tifèche, Khemissa...) et de centres urbains. Pendant la colonisation française, elle faisait partie du département de Constantine et est devenue une importante ville commerciale assurant les échanges entre le Sud, le Nord-est algérien et la Tunisie. Pendant la révolution, elle a abrité dans les djebels des Ouled Bechiah une base autonome des différentes wilayas de l'Armée de libération nationale, appelée « base de l'Est ».

## Géographie

### Situation
Le territoire de la commune de Souk Ahras est situé au Centre-Est de la wilaya de Souk Ahras, elle occupe une superficie totale de 812 km2.
| Mechroha | Mechroha   | Ouled Driss |
| Hanancha | Souk Ahras | Ouillen     |
| Hanancha | Zaarouria  | Zaarouria   |

### Relief et hydrographie

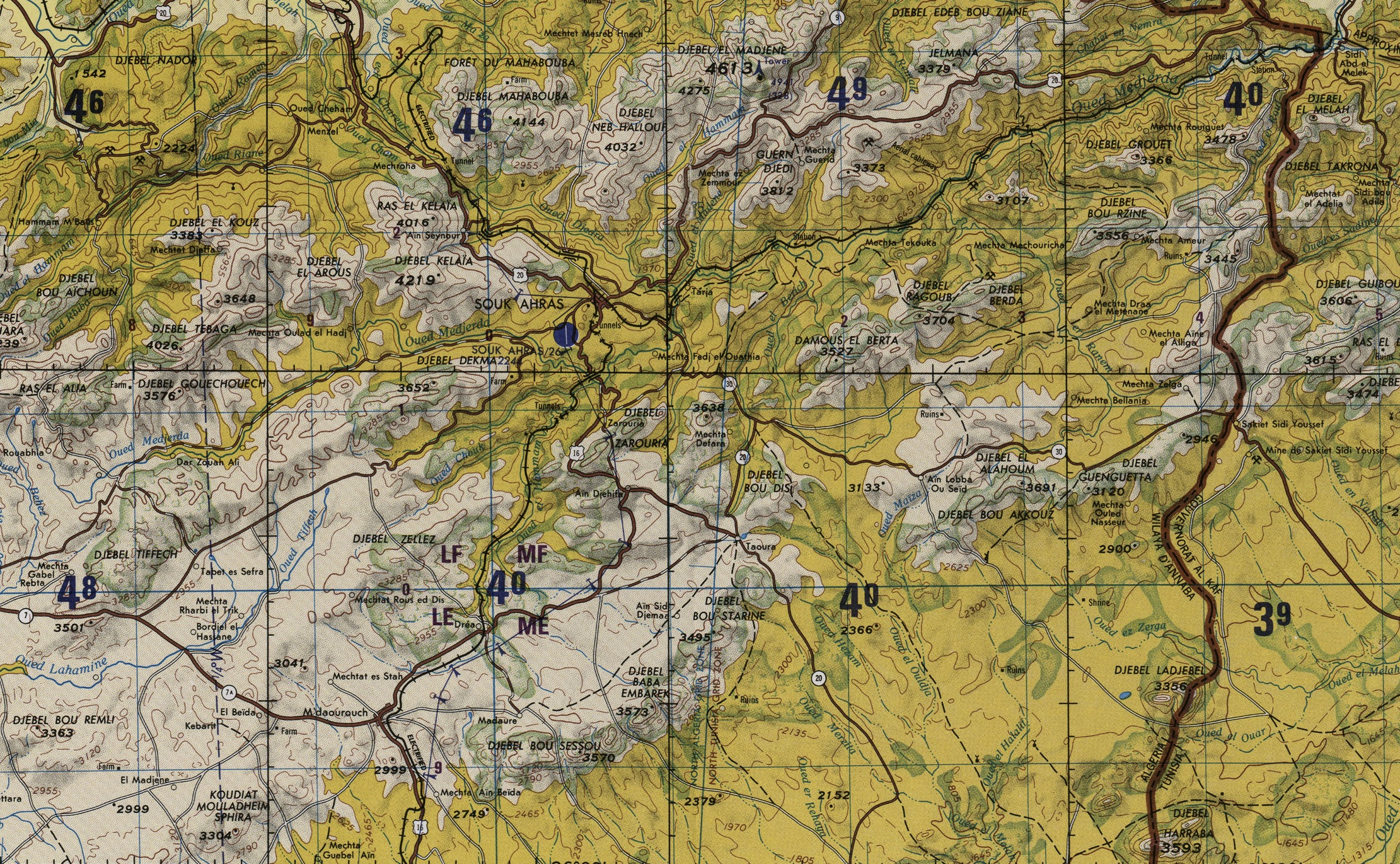
Carte topographique de la région de Souk ahras, région montagneuse de 1000 m d'altitude en moyenne, et qui représente une extension de l'Atlas tellien.

La ville de Souk Ahras est située dans une cuvette, entourée de montagnes boisées comme le Djebel Beni Salah ou djebel Ouled Moumen. Souk Ahras est traversée par un des principaux oueds maghrébins, la Medjerda. Trois barrages existent dans la région de Souk Ahras, celui de Ain-Edalia alimente la ville de Souk Ahras et ses environs avec 76 millions de mètres cubes. Les barrages de Oued Charef et de Djedra, fournissent une capacité de 153 et de 35 millions de mètres cubes, respectivement. Le barrage de Djedra est destiné à l’alimentation de la ville de Souk Ahras en eau potable pour une quantité de 12 millions de mètres cubes, alors que 2 millions de mètres cubes sont pompés pour irriguer les terres agricoles.

Eau à Souk Ahras
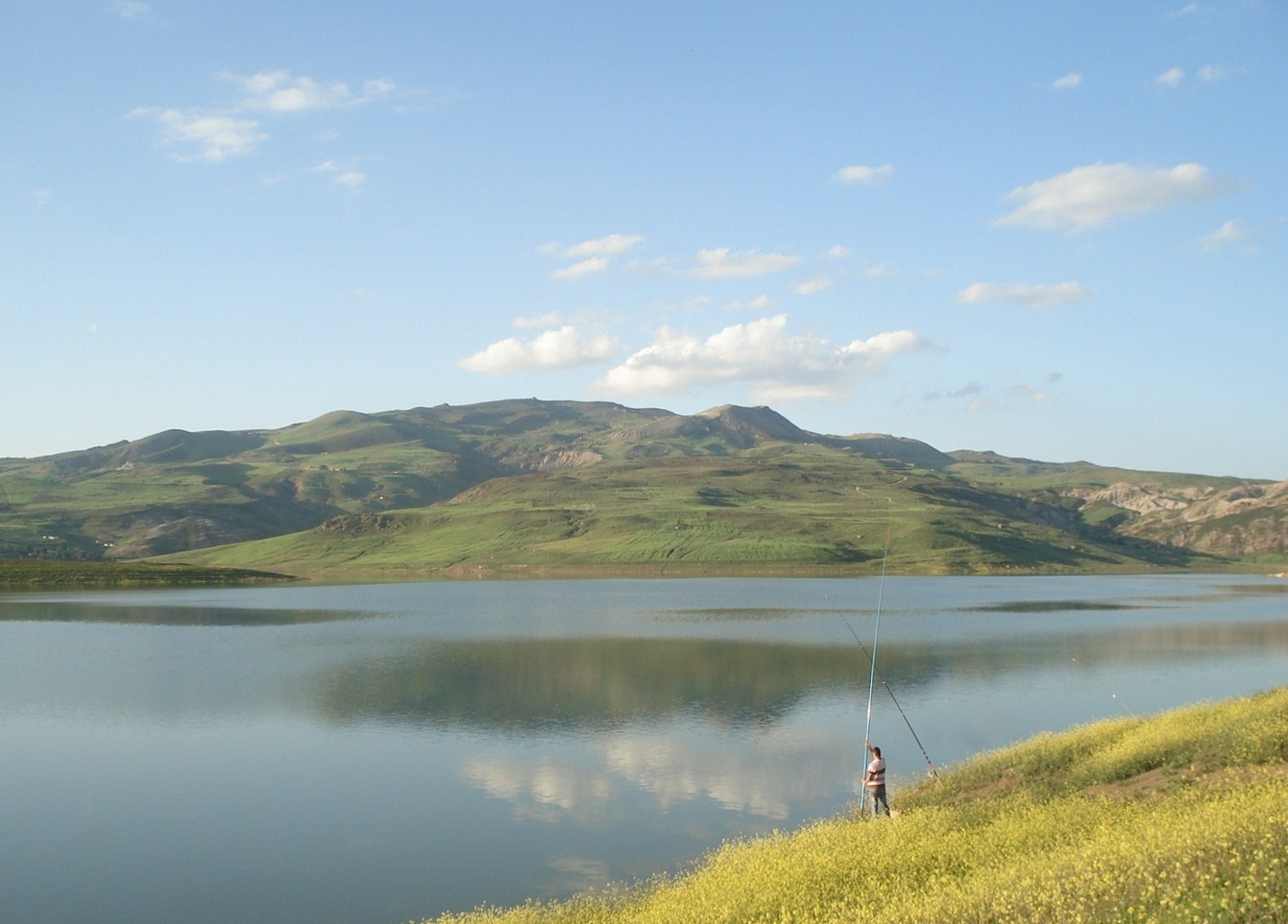
Barrage, Aïn Edalia
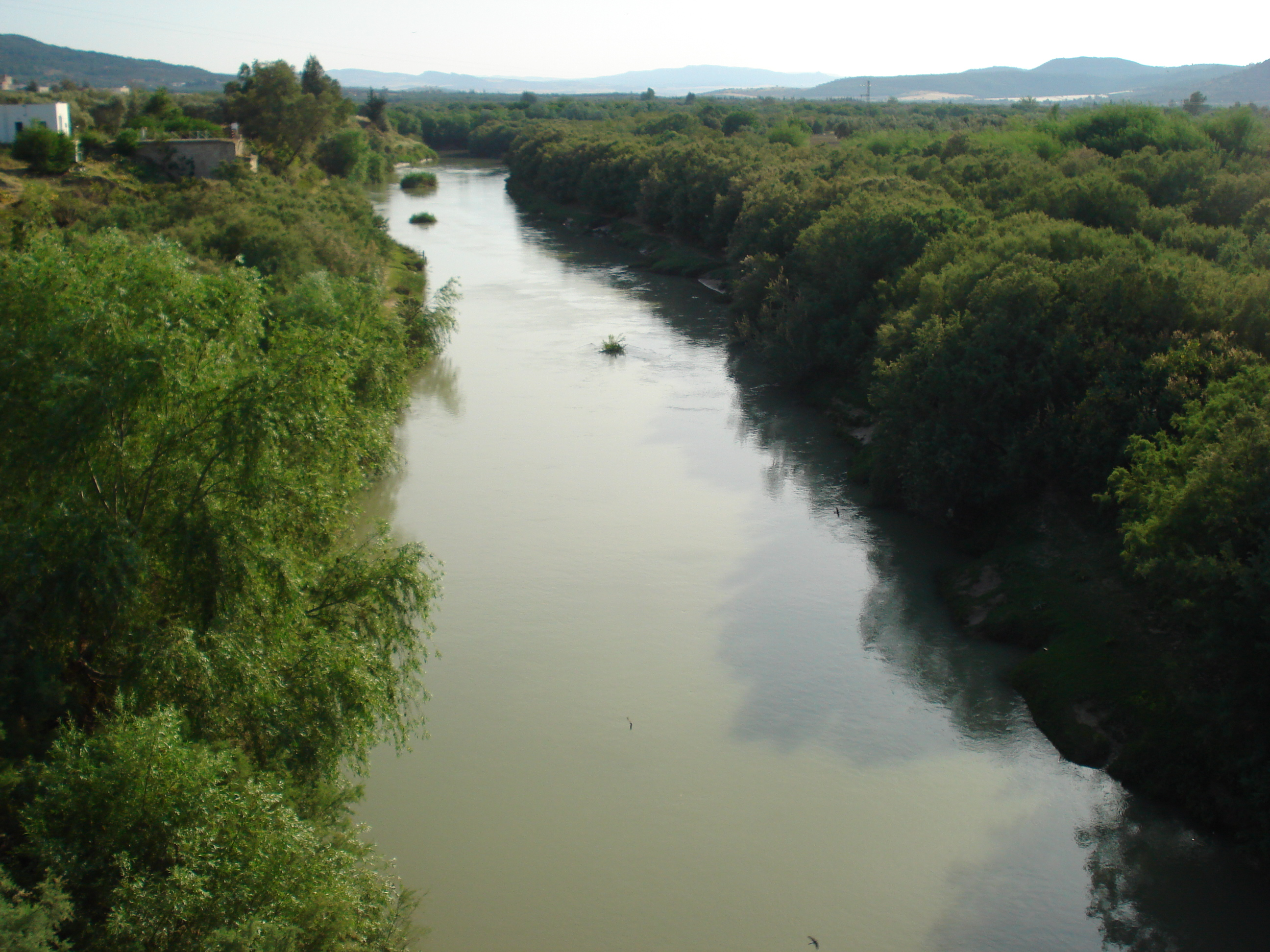
L'Oued Medjerda, région de Souk Ahras
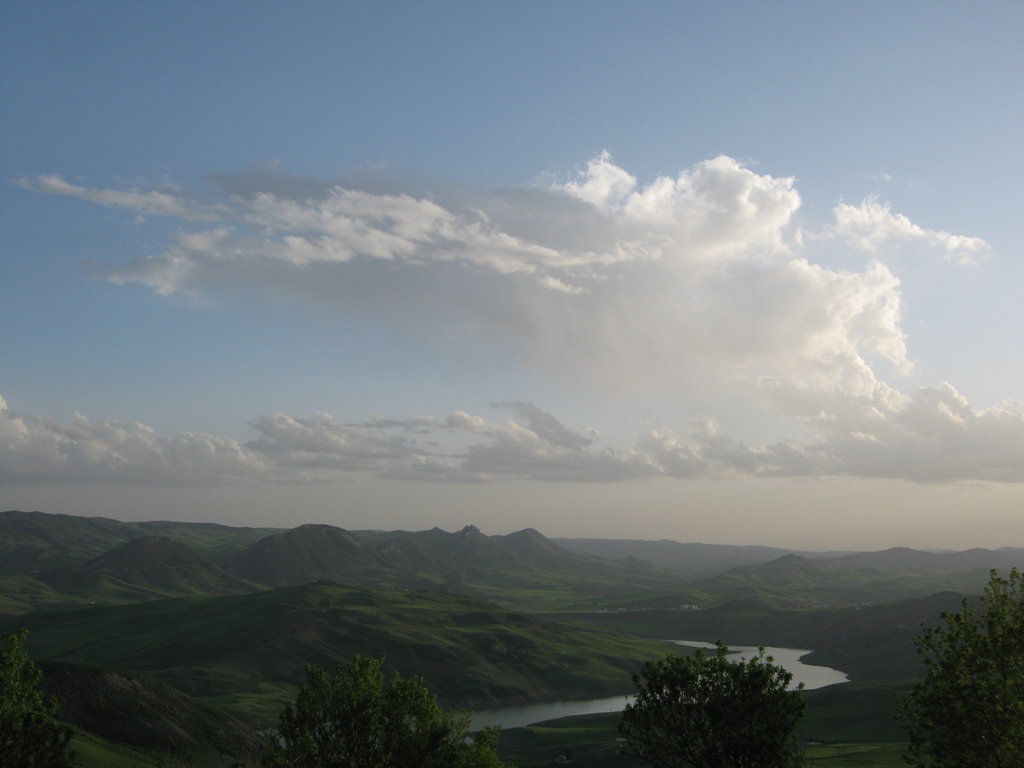
Vue de l'oued Medjerda
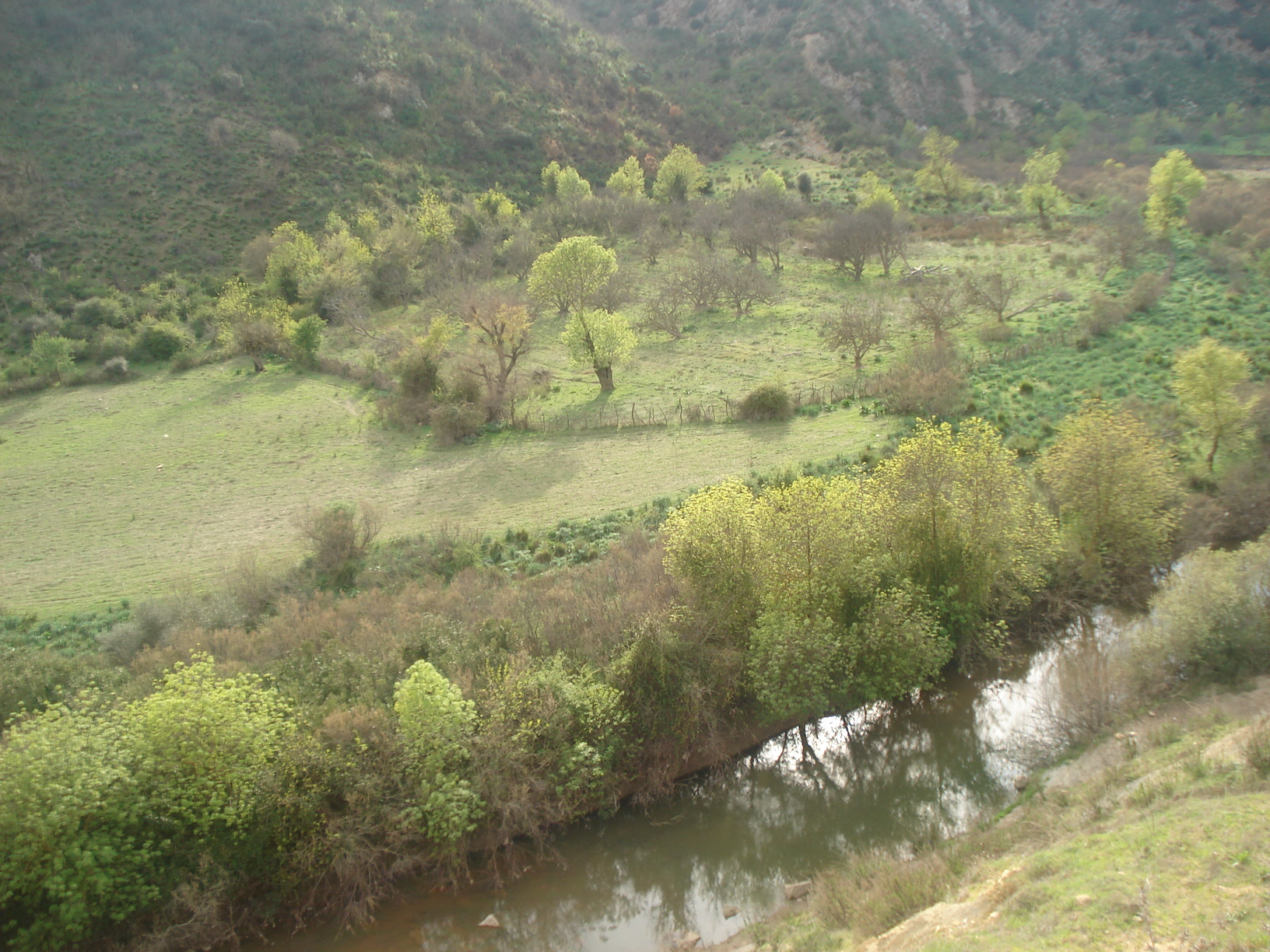
Oued à Souk Ahras

### Climat
Le climat de Souk Ahras est influencé par des facteurs qui lui donnent des caractéristiques spécifiques. Distante de 80 km de la mer Méditerranée, la pénétration des courants marin et humide est aisée. La ville de Souk Ahras est située dans une cuvette, entourée d'un relief montagneux. De ce fait, la ville est caractérisée par un climat semi-humide. Souk-Ahras se distingue par un été chaud et un hiver froid et humide et la pluviométrie atteint une moyenne de 800 mm par an.
| Mois                              | jan.   | fév.  | mars  | avril | mai   | juin  | jui. | août  | sep.  | oct.   | nov.   | déc.   | année  |
| --------------------------------- | ------ | ----- | ----- | ----- | ----- | ----- | ---- | ----- | ----- | ------ | ------ | ------ | ------ |
| Température minimale moyenne (°C) | 3,9    | 3,9   | 5,6   | 6,7   | 10,6  | 13,9  | 16,7 | 17,8  | 15,6  | 11,7   | 7,8    | 5      | 10     |
| Température moyenne (°C)          | 8,9    | 10    | 11,7  | 13,9  | 17,8  | 21,7  | 25,6 | 26,7  | 22,8  | 18,9   | 13,9   | 10     | 16,7   |
| Température maximale moyenne (°C) | 13,9   | 15    | 17,8  | 20,6  | 25    | 30    | 35   | 35    | 30,6  | 25,6   | 20     | 15     | 22,8   |
| Précipitations (mm)               | 111,76 | 81,28 | 101,6 | 71,12 | 45,72 | 22,86 | 2,54 | 10,16 | 45,72 | 104,14 | 109,22 | 137,16 | 840,74 |

### Lieux-dits, écarts et quartiers
En 1984, la commune de Souk Ahras est constituée à partir des localités et des quartiers suivants :
- Souk Ahras ville
- Cité An Nasser
- Cité Diar Ezzarga
- Cité du 1er novembre 1954
- Cité du 5 juillet
- Cité du 17 octobre
- Cité du 20 août
- Cité du 26 avril 1958
- Cité rabahi nouar
- Cité 1700
- Cité El Allaouia
- Cité Ibn Rochd
- Cité Kouicem Abdelhak
- Cité Sidi Messaoud
- Cité Sidi Okba Ibn Nafaâ
- Cité Tagtaguia
- Route Annaba 2

## Toponymie

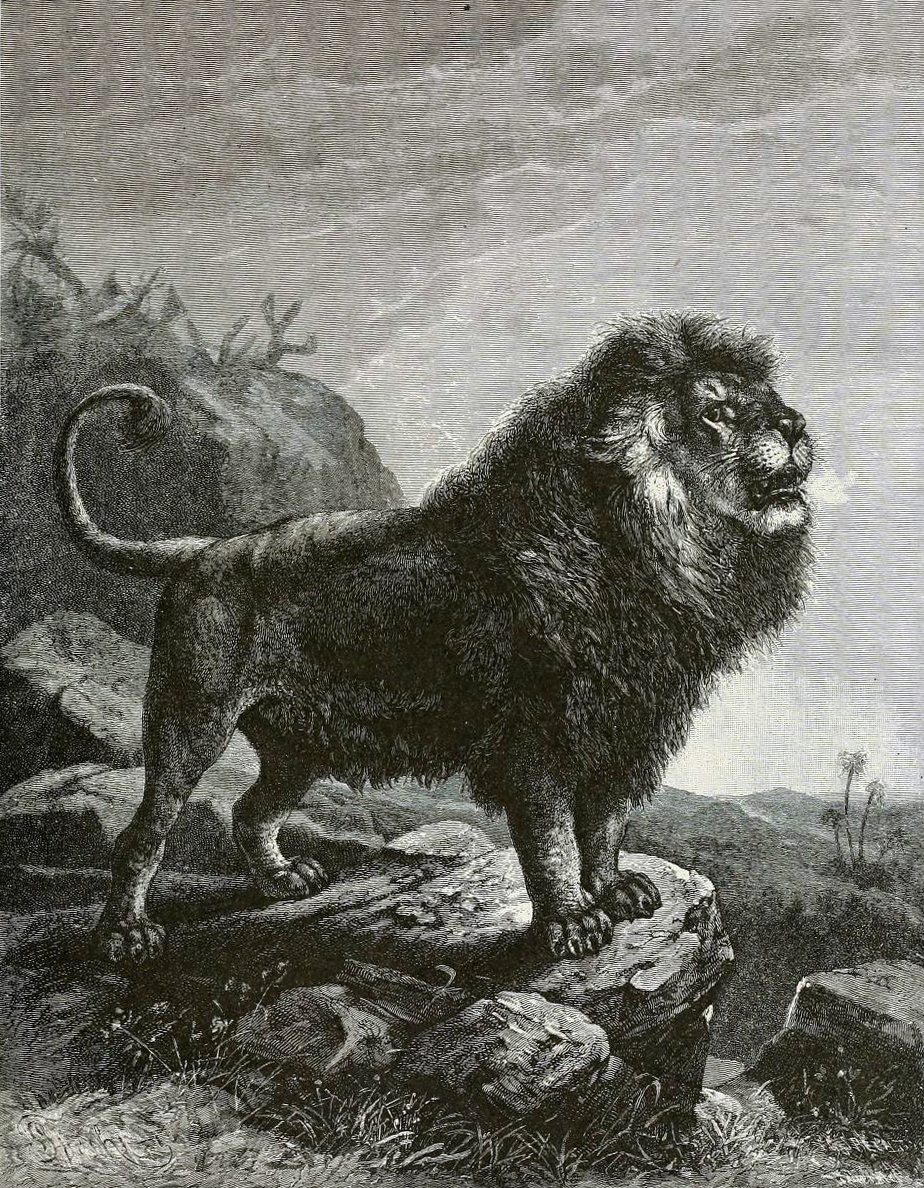
Lion de Barbarie symbole de la ville.

Souk Ahras est issu de la combinaison de deux mots, le premier arabe : souk (سوق) qui signifie « marché », et le deuxième berbère (chaoui) ahras (ⴰⵁⵔⴰⵚ) qui est le pluriel de Aher (ⴰⵁⵔ) et qui signifie « lions », et cela en raison de la présence de ces animaux jusqu'en 1930 dans ses forêts.
| Année     | 1877 | 1878 | 1879 | 1880 | 1881 | 1887 | 1891 | 1892 |
| Lions     | 3    | 4    | 5    | 3    | 1    | ?    | 1    | ?    |
| Panthères | 2    | 7    | 5    | 7    | 2    | 8    | 2    | 4    |

Le nom signifie donc « marché des lions ». Les villes de Oran (Wahran) et Tahert ont un nom de toponymie voisine en relation avec le lion.
La deuxième légende rapporte qu'à l'origine, elle s'appelait Souk Ras qui signifie "marché de la tête", la ville ayant abrité dans le passé un marché où l'on vendait des têtes momifiées d'animaux sauvages, notamment les ⁣⁣lions⁣⁣, les ours les éléphants et les guépards. Plusieurs dessins rupestres, notamment à Kef Lemsaoura, et des mosaïques, trouvés sur des sites proches de la ville, montrent les scènes de chasse aux animaux sauvages.
L'ancien nom numide de la ville Thagaste dérive du berbère, Thagoust, dans le sens de sac, compte tenu du site de la ville située au pied d'une montagne entourée de trois cimes qui prennent la forme d'un sac la contenant. Par la suite, quand les Arabes pénétrèrent dans la région, elle fut appelée Soukara. Dans d'autres sources, elle est citée comme Le Palais de l'Africain, selon az-Zahiri.

## Histoire

### Préhistoire

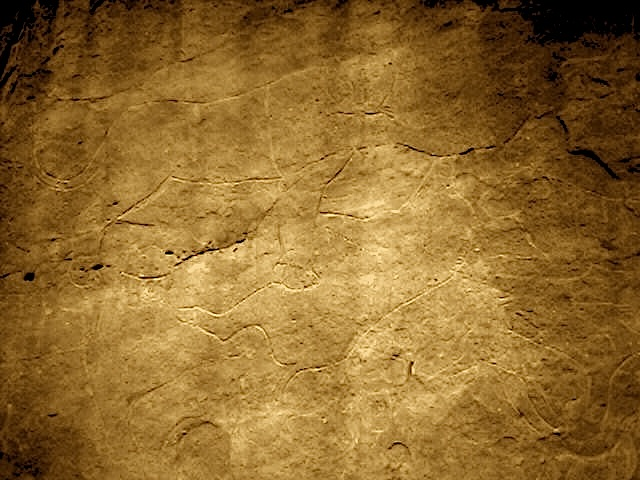
Gravure rupestre représentant deux lions à Kef Lemsawra dans la région de Souk Ahras

La ville de Souk Ahras, comme sa région, a connu la culture atérienne qui s'établissait de la fin du Paléolithique moyen au début du Paléolithique supérieur.
Après l'atérien, Souk Ahras entre dans la culture capsienne. Plusieurs outils de pierre, qui remontent à cette période, sont découverts, dont les flèches pédonculées trouvées sur le site de l'actuelle ville de Souk Ahras, mais également à Tiffech et Taoura.

### Période numide et punique

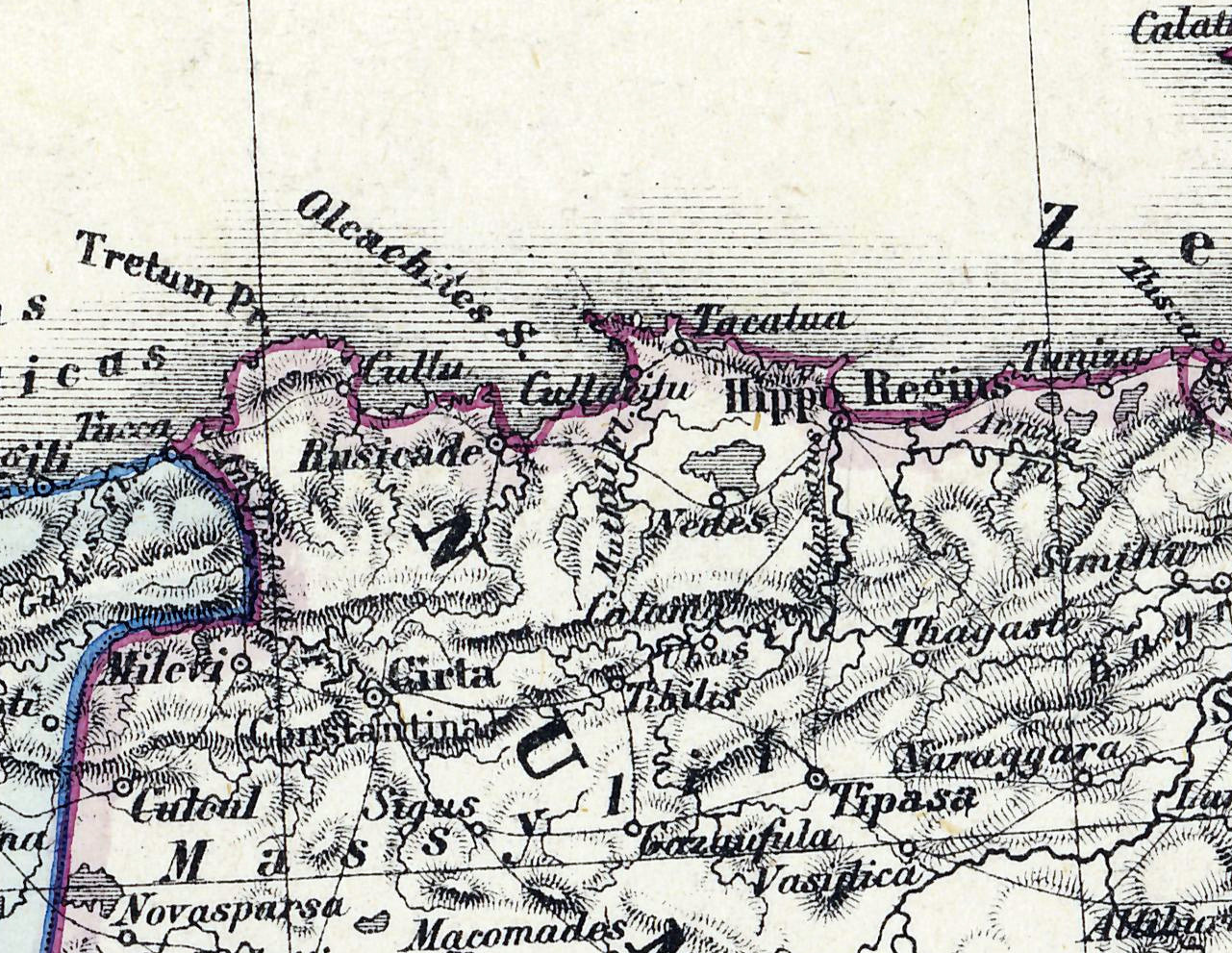
Carte ancienne de la Numidie, Taghaste apparait vers l'est.
Heinrich Kiepert's Atlas Antiquus, Berlin 1869

La plus importante source d'informations sur cette époque de la ville, reste les Confessions d'Augustin où il raconte ses aléas dans la ville de son enfance.
En 814 avant notre ère, les Phéniciens fondent la ville de Carthage et nouent des relations commerciales avec les peuples berbères de la région. Trois centres commerciaux sont fondés par la suite à Souk-Ahras, M'daourouch et Tébessa. Les Berbères de Souk Ahras apprennent des Puniques certaines techniques d'agriculture, d'architecture et de planification urbaine, et furent aussi influencés par leur langue et certains de leurs rites religieux.
Durant cette période, les Berbères s'organisent en deux puissants royaumes que sont Massæsyles et Massyles, issus des tribus éparses gouvernées par les Aghlid (ⴰⴴⵍⵉⴸ Rois en berbère) Gaïa pour l'un et Syphax pour l'autre.
Massinissa et Rome vainquent Carthage, ce qui leur permet de réaliser l'unification de la Numidie, regroupant Massaesyles et Massyles aux environs du IIIe siècle avant notre ère. Elle englobe un bon nombre de tribus berbères de Souk Ahras dont les Gétules, Garamantes, Maures, Libyques et Musulames.
Carthage sait saisir l'importance stratégique de Souk Ahras et des régions berbères s'étendant au nord. Elle œuvre à la réalisation de leur alliance dans ses rangs au cours des guerres puniques qui durent plus de cent ans entre elle et Rome.

### Période romaine

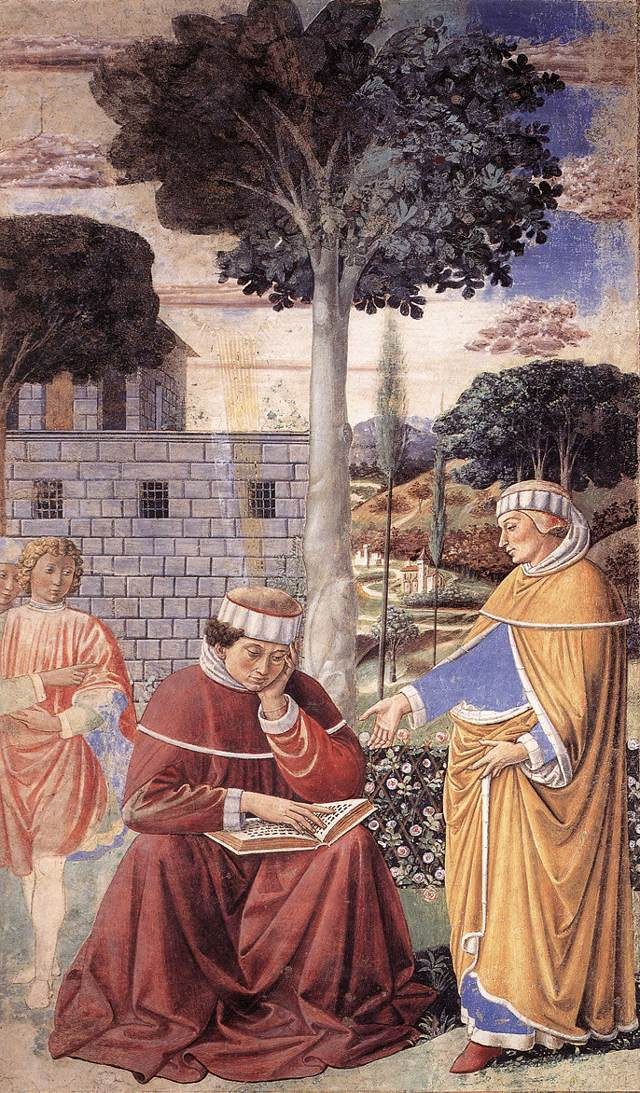
Augustin enfant à Taghaste

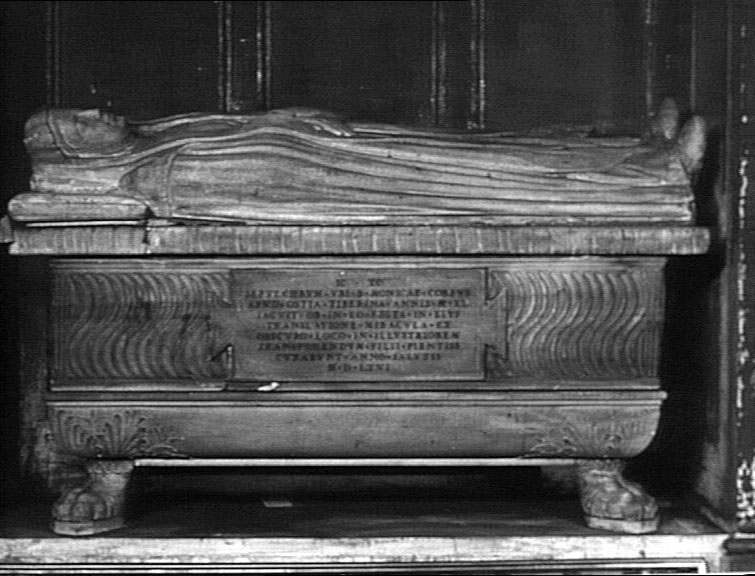
Tombeau de Monique, mère d'Augustin, à la basilique Saint-Augustin de Rome

Avant la période romaine, Souk Ahras était sous le règne de Massinissa et fut considérée comme une ville d'une certaine importance, un point de passage stratégique vers Carthage. Massinissa et Rome vainquirent les Carthaginois et Syphax sous le commandement d'Hannibal au moment du déclenchement de la célèbre bataille de Zama dans la région de Naragara (actuelle Heddada), aux environs de l'année 202 av. J.-C. L'ambition de Massinissa grandit après qu'il eut unifié la Numidie de l'est à l'ouest. Rome eut peur qu'il ne portât atteinte à ses intérêts dans la région ou qu'il l'attaquât. Elle lui déclara la guerre en l'an 155 av. J.-C. Après sa mort en 147 ou 148 av. J.-C. Rome envahit la Numidie et s'établit dans le nord de l'Afrique à partir de l'est aux environs du Ier siècle de l'ère chrétienne. Rome étendit son influence sur Souk Ahras. Elle édifia des villes, des colonies et des forteresses pour que sa communauté puisse s'y établir.
Durant la période pré et post Massinissa, Souk Ahras connut un ensemble de croyances et de rites religieux, tels la sanctification du soleil et de la lune, reconnus comme des dieux célestes. Il fut découvert dans la région une inscription latine portant l'expression "Solo deo invicto" (Le soleil Dieu puissant), comme des textes décrivant des sacrifices humains au dieu punique Moloch. Les habitants de la région adorèrent aussi Ifri, une déesse supposée protéger les résidents des grottes et des cavernes, car dérivant du mot afri qui signifie caverne en Amazigh.
Durant cette période, le système romain inclut Souk Ahras dans le territoire Africa Nova ayant pour capitale Hippone (Annaba).
Aux environs de l'an 27, il fut procédé à la réorganisation de l'Empire. Africa Nova et Africa Vetus furent unifiés en ce qui s'appela l'Afrique proconsulaire ayant pour capitale Carthage et Souk Ahras devint l'une de ses plus importantes villes. Économiquement, les Romains se basèrent sur l'exportation des richesses de la région vers l'Empire. De ce fait, elle fut considérée comme le grenier de céréales et des richesses dans toute leur diversité. En plus de l'exploitation des richesses agricoles de Thagast, elle exploita également ses richesses animales. Les Romains chassèrent les lions, les guépards et les ours de ses forêts pour les utiliser dans les aires de lutte et les jeux de cirque, l'opération ayant été dessinée dans une mosaïque de terre se trouvant à Henchir El‑K'siba (Ouled Moumen).

« Tagaste est une ville de haute classe, et de grande culture, où les livres étaient abondants, au point que la municipalité les distribuait gratuitement aux enfants, et que si quelqu'un achetait une brosse à dent, le vendeur lui offrirait un livre avec. »

— Elbert Green Hubbard
Ils chassèrent aussi, des forêts de Bagrada, les éléphants sur la base de l'argument de protection des terres agricoles. Leur motivation restait l'ivoire au prix très élevé, utilisé pour l'embellissement des palais et des maisons somptueuses. Parallèlement à cette situation, plusieurs révolutions éclatèrent à Souk Ahras, à l'exemple de la révolution des Gétules durant l'ère de Juba II qui s'étendit à toute la Numidie, suivie par la révolution de Tacfarinas qui fut rejoint par le révolutionnaire Micipsa. Elles prirent la forme d'une révolution sous le commandement de Firmus et de son fils Nubel .

### Période vandale
À la suite des nombreuses crises connues par Souk Ahras durant la dernière période du règne romain, arrivèrent les Vandales sous le commandement de Genséric après l'an 430. Les Vandales envahirent les villes romaines de la région de Souk Ahras puis marchèrent sur ses territoires affiliés au proconsulaire comme une zone d'implantation. Genséric hérita des Romains de la gestion des terres de Thagast et de ses villes et de la collecte des impôts de leurs propriétaires Berbères et Romains.
Durant cette période, le champ de la religion chrétienne s'élargit et se développa à Souk Ahras. Comme témoignages de cette période, on note des sculptures sur pierres sur lesquelles sont dessinées des croix chrétiennes aux environs de Kef Rdjem et aussi des monuments mortuaires comprenant une croix à Madauros, Souk Ahras, Khmissa et El-Hadada. Les tribus berbères de la région de Souk Ahras se soulevèrent contre les Vandales et attaquèrent les fermes et les villes. Le règne des Vandales à Souk Ahras dura jusqu'en 534, chassés par les Byzantins.

### Période byzantine

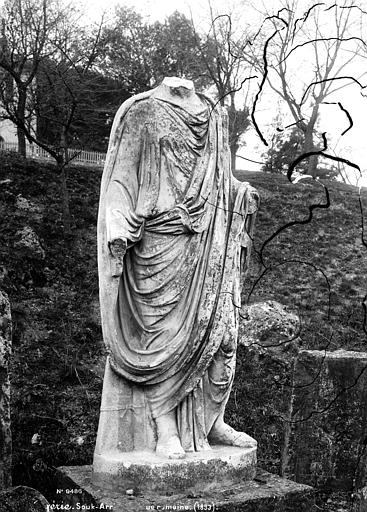
Statue étêtée au musée de la ville remontant à la période byzantine.

La présence byzantine dans la région intervient à l'année 534 sous le commandement de Blazirus. L'expansion des Byzantins vers Souk Ahras et d'autres villes de Numidie devait redorer le blason qu'avait l'Afrique romaine, ainsi que la récupération des dépôts de stockage afin d'approvisionner Constantinople. Une fois stabilisés, les Byzantins édifièrent citadelles et forteresses, utilisant pour cela des pierres d'anciennes villes romaines. Les villes de Khmissa et Madaure furent occupées, des forts et des citadelles ont été construits en divers lieux de la région pour le contrôle des habitants et la protection des régions agricoles, plus particulièrement celles de Taghaste, en plus de celles de Henchir Kssiba (Ouled Moumen), Taoura, Tiffech. Malgré la politique byzantine pratiquée dans la région de Souk Ahras, celle-ci ne reçut pas un accueil cordial, auprès des indigènes. Des soulèvements se généralisèrent sur toute la région des Aurès sous le commandement de Labdas, Koceila et ensuite El-Kahina. Cette révolution aboutit à l'élimination du pouvoir byzantin, qui fut ensuite anéanti définitivement par les conquêtes islamiques aux environs du VIIe siècle de l'ère chrétienne.

### Période musulmane
Les conquérants arabes firent de l'est et du sud-est de l'Algérie une ouverture pour l'expansion de l'islam au pays des gouif du Maghreb d'une façon générale. Ceci s'effectua durant le second commandement de la conquête du Maghreb de Oqba Ibn Nafi Al Fihri, du temps du calife omeyyade Yazid, qui conquit l'Algérie et qui alla jusqu'à Tanger. Okba et son armée se heurta à Souk Ahras à la résistance des tribus guif qui se sont soulevées contre cette présence nouvelle par crainte de perdre les terres, la souveraineté et la liberté[réf. nécessaire].
Les résistances contre les nouveaux conquérants arabes à Souk Ahras, furent menées par les chefs du Maghreb moyen, Kahina et Aksel[réf. nécessaire]. L'islamisation ne put changer radicalement la vie des populations locales ; de ce fait, ils purent conserver leur langue berbère, leurs us et leurs rites. L'expansion de l'usage de la langue arabe se fit ensuite rapidement du fait de son statut de langue de Coran et finit par cohabiter avec la langue berbère.
Ibn El-Ashaath utilisa la citadelle byzantine de Tiffech et il édifia un camp d'importance majeure aux environs du VIIIe siècle de l'ère chrétienne. La dynastie des Ziri Ouled Abou Ziri et celle des Fatimides se succédèrent au Xe siècle de l'ère chrétienne. Plusieurs autres dynasties se succédaient dans la région, comme les Aghlabides, les Hafsides et les Almohades.

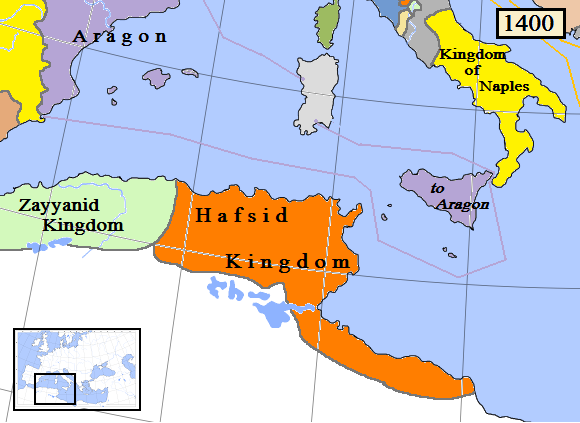
Dynastie Berbère des Hafsides (1228-1574)

### Période ottomane
Souk Ahras est devenue une circonscription affiliée au Beylik de l'Est, ayant pour capitale Constantine sous le règne du Bey. La plus grande partie de ses habitants durant cette période appartenait aux plus grandes tribus et plus particulièrement à celles de Hnancha et El‑Harakta. Les chefs de ces tribus furent appelés les Caïds (dirigeants). Ils travaillaient avec les hommes du beylik sous l'autorité du bey de Constantine et au vu de son importance, un grand nombre d'entre eux y résidèrent. La présence ottomane se distingua à Souk Ahras par la coexistence pacifique avec les indigènes. Toutefois, la politique et les lois turques qui y furent adoptées après, évoluèrent vers la tyrannie et la répression contre les habitants. Ils les contraignirent au versement de lourds impôts au makhzen. Ils furent aussi l'objet de nombreuses contraintes et pillages de la part des soldats turcs.
L'autorité ottomane versa dans les abus et les excès. Des révoltes éclatèrent, entraînant de multiples batailles, notamment celle des Hnancha sous le commandement de El‑Ouznadji contre le bey de Constantine. Pendant près d'un siècle, les batailles succédèrent à des périodes d'accalmie, jusqu'au départ définitif des Turcs de la région, qui resta indépendante jusqu'à la colonisation française.

### Période française

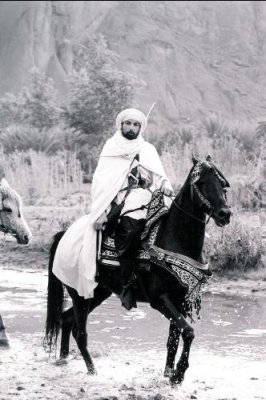
Cheikh El Keblouti leader de la révolte de 1871 contre la présence française.

Le 25 mai 1843, les troupes de l'armée française occupèrent la ville de Souk Ahras à l'issue de deux campagnes. Au début de l'année 1856, la ville est devenue un centre de peuplement colonial pour les Européens désirant s'y installer, attirés par ses atouts naturels et climatiques et par ses potentialités agricoles. En réaction à cette situation, les habitants de Souk Ahras se soulevèrent contre l'occupation française par le biais de résistances populaires, dont la plus connue est la résistance des Hnancha sous la direction de Mohamed El‑Kablouti, ou ce qui est également connu par la résistance des Spahis en 1871. Cette résistance est menée principalement par les tribus des Hnancha, comme une réaction aux mauvais traitements auxquelles sont soumis les populations autochtones, ainsi qu'à la décision de transfert d'un grand nombre de personnes des Sabahia, en vue de leur participation, aux côtés des Français, à la guerre qui les opposait aux Prussiens. Cette révolte a eu un impact sur tout le territoire algérien. Quelques mois plus tard, la révolte du cheikh El Mokrani éclata.
Après le mouvement des Spahis, le champ de résistance à l'encontre des autorités françaises s'élargit. Les tribus de Souk Ahras se regroupèrent pour mener une résistance à la colonisation en marche sous la direction des Cheikhs des Hnancha, à l'exemple de Cheikh Ahmed Assaîah, et El‑Foudheil Ben Razki. Toutefois, la dure répression du soulèvement qui s'est ensuivie, pousse El‑Kablouti et ses compagnons à une retraite vers la Tunisie.
Au début du XXe siècle, la résistance prend une nouvelle forme à Souk Ahras. À la lutte armée et la résistance populaire succède un militantisme nationaliste sur les plans intellectuels et politiques menée par l'association des ulémas de Abdelhamid Ben Badis et des partis politiques comme le PPA-MTLD, et son organe paramilitaire, l'Organisation secrète.

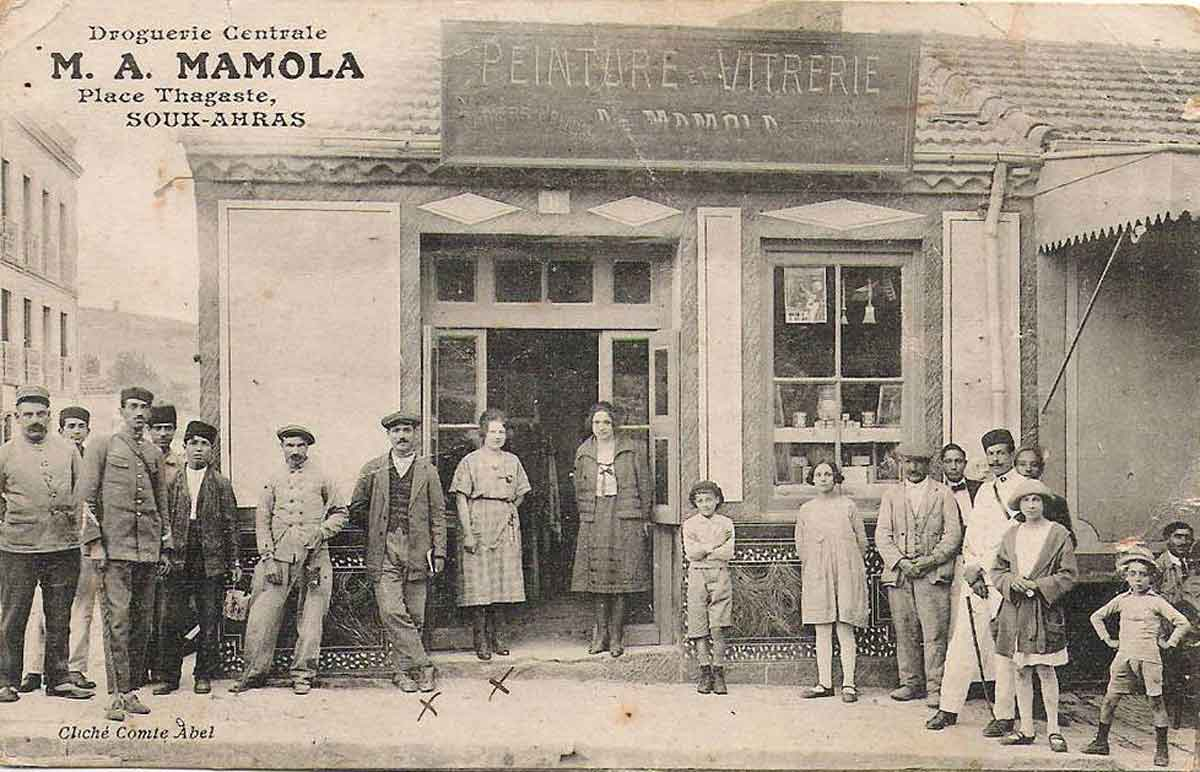
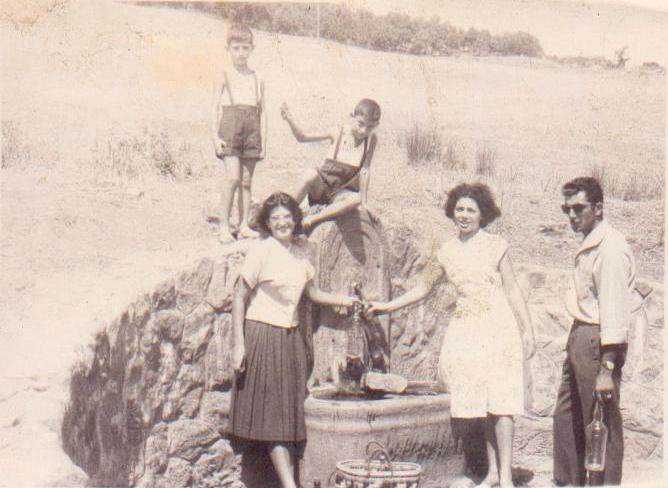
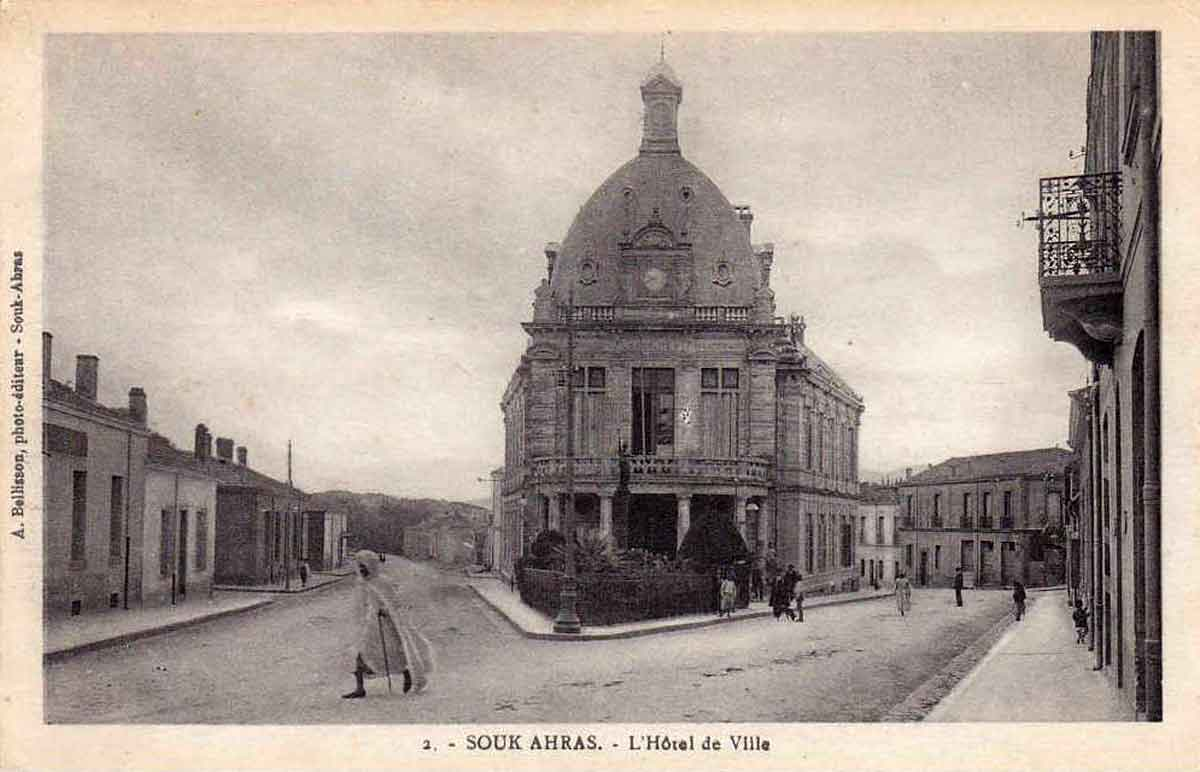

### Guerre d'Algérie (1954-1962)

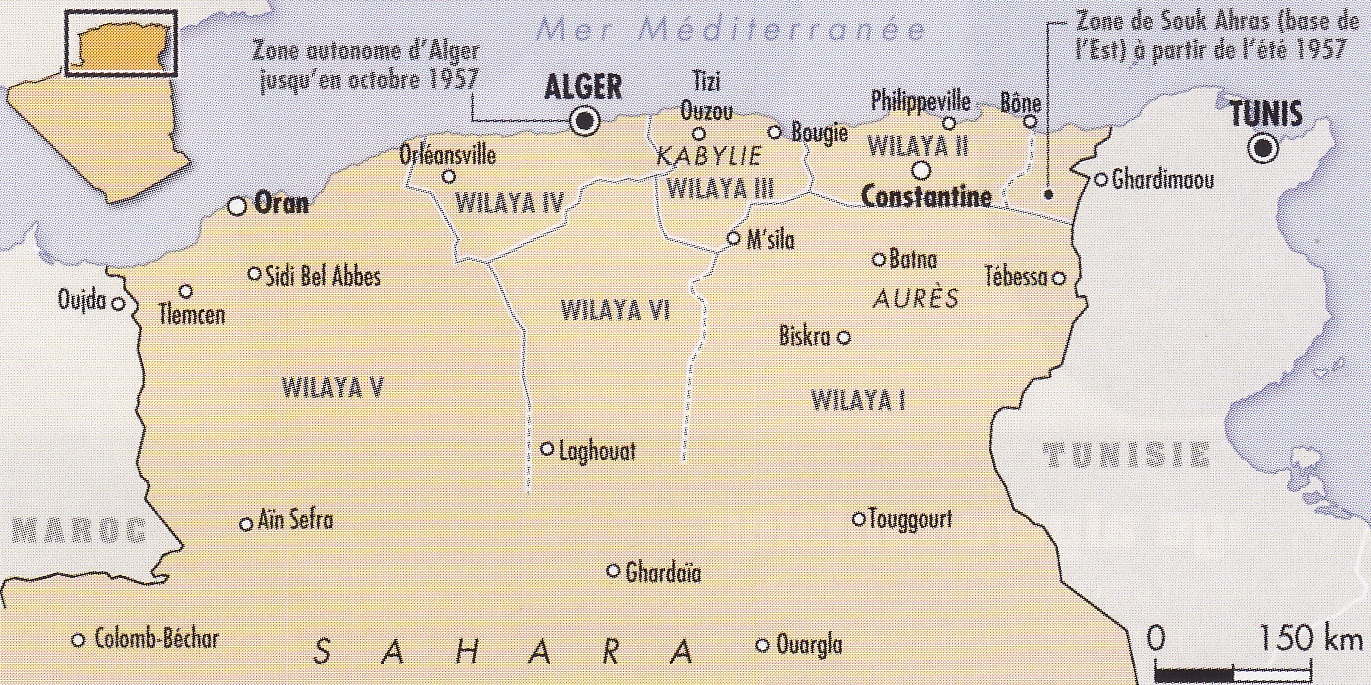
Souk Ahras passa de la Wilaya II, à une base indépendante nommée base de l'est à partir de 1957 sous le commandement de Laskri Amara dit Bouglez

Au déclenchement de la Guerre d'Algérie en novembre 1954, Souk-Ahras constitue un fief de résistance armée. Elle est affiliée à la deuxième région du Nord Constantinois. Après la mort du militant Badji Mokhtar, sur le champ de bataille, le 17 novembre 1954, la ville est intégrée comme première région : Aurès Nmemcha, depuis octobre 1955. Après l'intensification de l'insurrection armée, la région frontalière de Souk-Ahras acquiert une grande importance vu sa situation stratégique aux frontières tunisiennes. Les combattants algériens peuvent ainsi s'approvisionner en armes et en munitions. Souk-Ahras, devient ainsi en 1957, le centre de commandement de la Base de l'Est créée pour organiser l'acheminement des armes et l'entrée des combattants entrainés de l'ALN depuis la Tunisie. Elle est alors commandée par Belkhir Ahmed-Cherif.
Cette base s'active durant deux ans en alimentant les maquis en armes avant de connaiître une réorganisation totale sous l'égide du colonel Houari Boumédiène, nouveau chef de l'état-major de l'ALN. Boumédiène est secondé par le commandant Ahmed Kaïd et le commandant Ali Mendjeli. Il leur est adjoint par la suite le commandant Azzedine. La Base de l'Est donne un nouvel élan à la lutte armée, particulièrement dans la collecte de l'argent et des approvisionnements des maquis et la multiplication des attaques contre des objectifs militaires, notamment contre les lignes fortifiées et électrifiées Challe et Morice le long des frontières.
Souk-Ahras est aussi un centre d'entraînement et de ralliement des soldats de l'ALN, une base logistique pour le stockage des armes. Ces centres s'étendirent tout au long de la frontière tunisienne. Nous pouvons citer Ghardimaou, Tajerouine, Le Kef et Sakiet Sidi Youssef.

Parmi ces centres basés en Tunisie : l'École des cadres à Melag, l'École des experts en explosifs au Kef, le centre d'entraînement à Garn Halfaia. La base de l'Est joue un rôle prédominant dans l'organisation de l'Armée de libération nationale aux frontières, plus particulièrement au début de l'année 1960, date à laquelle s'implante la structure de l'état-major à Ghardimaou sous la direction du colonel Houari Boumediene. La région voit également les événements de Sakiet Sidi Youcouf le 
, date à laquelle les forces aériennes françaises bombardent la région considérée alors comme le refuge d'un grand nombre de moudjahiddine et de familles algériennes sur le sol tunisien.
Un bon nombre de batailles embrasent la région : la bataille d'El‑Houmaimim de Sidi Fredj à l'automne 1955, la bataille Djebel El‑M'ragha en décembre 1955, la bataille Eraâdia en mars 1956, la bataille de Boussassou en mai 1956, la bataille du Djebel M'sid en juin 1956, la bataille de Djebel Beni Salah en février 1957, la bataille de Djebel El‑Ouassita en janvier 1958, la bataille de Djebel Sidi Ahmed en mai 1959, la bataille de Khanga Estara en 1960, et la bataille d'El Maâgoula en novembre 1961. À cela il faut ajouter les nombreux accrochages et embuscades.
La bataille d'Oued Echouk (littéralement : Oued des épines), qui a lieu le 26 avril 1958 est considérée comme la plus importante bataille de la guerre[réf. nécessaire], sous le commandement de Mohamed Lakhdar Sirine. Aux 1 300 soldats de l'ALN, l’Armée française oppose un régiment de paras et les appelés du contingent. Les pertes du côté algérien s'élevèrent à 639 combattants (djounouds), en face d'une centaine de soldats français. Cette bataille dura plus d'une semaine dans un rayon de plus de 50 km.

## Démographie

### Populations
Les habitants de la ville de Souk Ahras sont d'origine berbères. Ils sont essentiellement issus des différentes régions de la wilaya de Souk Ahras et des wilayas limitrophes. Les premières tribus s'étant établies à Souk Ahras furent connues sous le nom des Papiria,, ou Babiria du nom de berbères, composée de Causses et de Syliactae. Les tribus de Mousoulami et de Kirina y résidèrent. On peut citer parmi les autres tribus : les Hnanchas qui se sont développés le plus et les Hrakta qui ont tous des origines berbères. Ces tribus vivaient dans des tentes et pratiquèrent le nomadisme. Elles se sédentarisèrent plus tard et fondèrent des villes propres à chacune d'elles, dont la ville de Souk Ahras, ancienne Thagaste.

### Évolution démographique
| 1948   | 1977   | 1987   | 1998    | 2010    |
| ------ | ------ | ------ | ------- | ------- |
| 17 025 | 57 173 | 80 015 | 115 882 | 157 329 |

## Vie quotidienne

### Patrimoine religieux

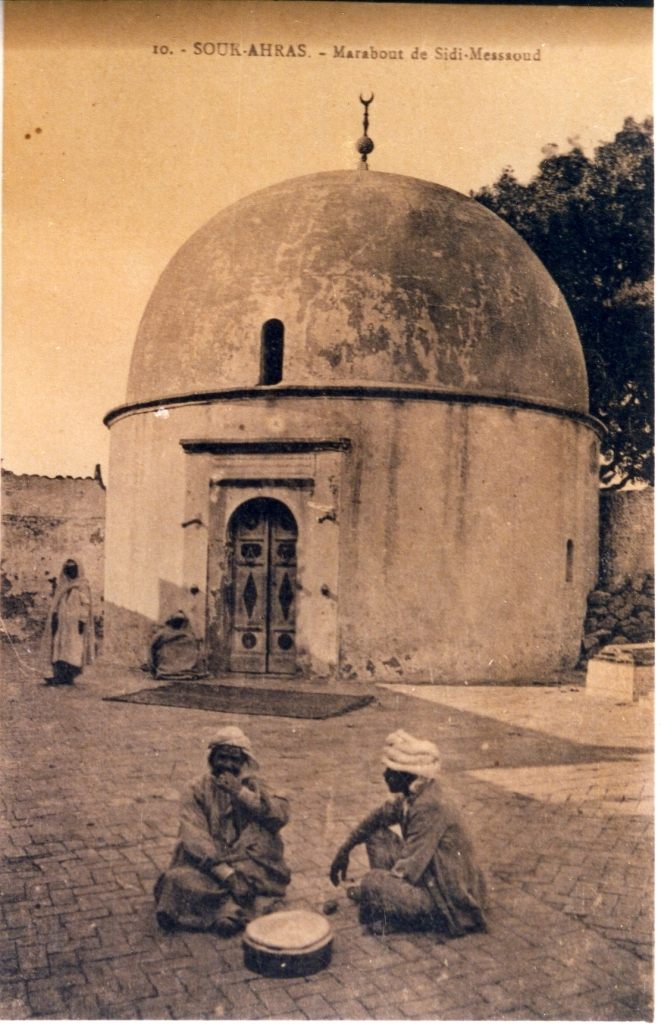
Zaouia de Sidi Mesaoud, saint Soufi de la ville (image de 1967)

Parmi les monuments sacrés de la ville, figure le mausolée de Sidi Messaoud Ben Boubaker, le saint patron de Souk Ahras et de la zaouïa El‑Qadiriyya. La zaouïa assume un rôle important dans la diffusion de l'enseignement coranique et les valeurs éthiques de l'islam. Durant sa vie, il érige de ses propres revenus, le mausolée, là où il priait longuement. Le cheikh est enterré au mausolée après son décès, aux environs de l'an 1770 de l'ère chrétienne. Le monument se détériore et est reconstruit par El‑Hadj Chafaâ, l'un de ses petits fils qui lui donne sa forme actuelle dans un style neo-mauresque. L'intérieur est décoré de poteries et de tapisseries diverses.

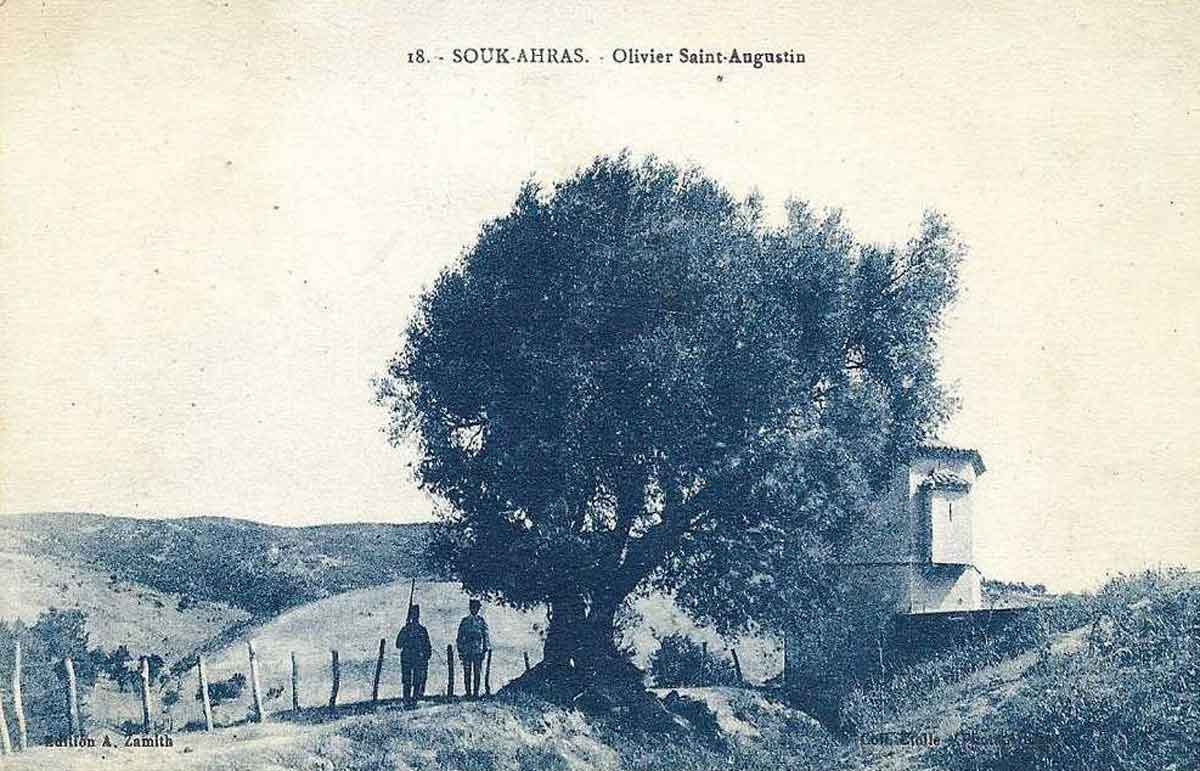
"Olivier de St. Augustin", olivier millénaire, qui a survécu à une tentative de mise en feu par les wahhabistes dans les années 1990. Il est entretenu avec le concours de la ville d'Ostie, en Italie, où s'est éteinte Monique, fille de Thagaste et mère de St Augustin.

Souk Ahras reste un lieu de pèlerinage pour les chrétiens et en particulier pour les adeptes de l'Augustinisme, les protestants et jansénistes du monde entier en général. La ville conserve un olivier millénaire, sous lequel saint Augustin avait l'habitude de s'installer pour ses méditations. Une tradition locale faisait que les femmes musulmanes de la ville, se recueillaient devant cet olivier pour y enterrer les prépuces excisés des garçons circoncis, afin qu'ils acquièrent l'intelligence et le savoir du religieux. D'autres organisent des « Z'red » (festins) près de cet arbre pour la « baraka ».
Certaines études affirment que cet olivier a existé bien avant le saint homme, et estiment la date de sa plantation à environ 900 BC.

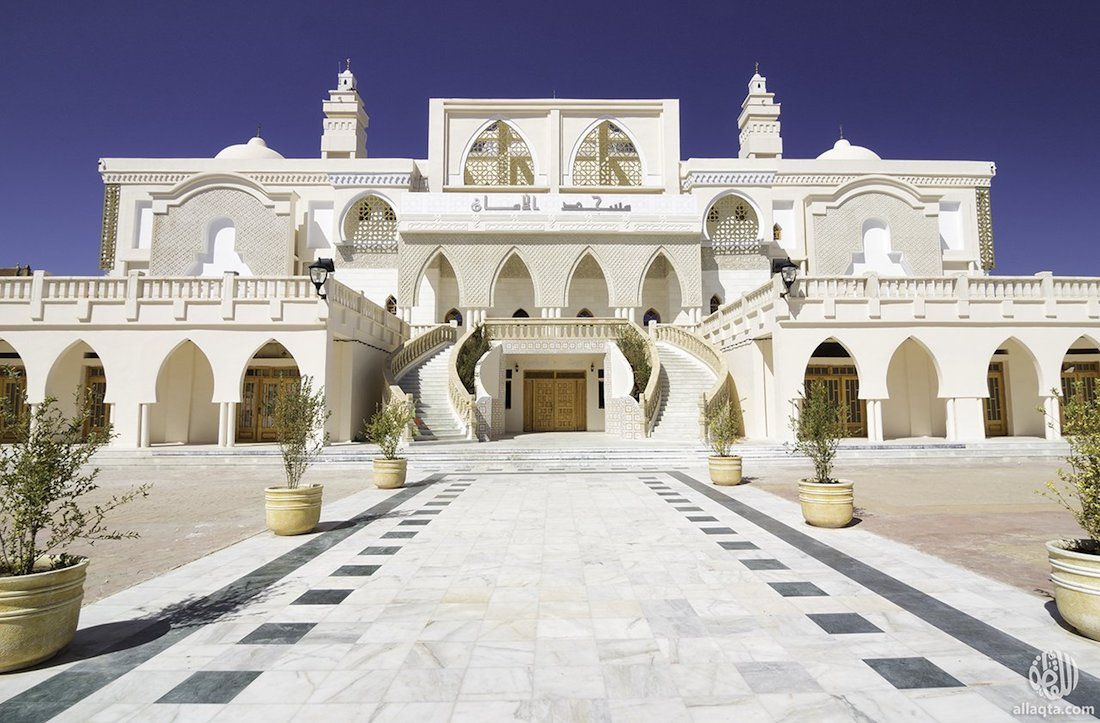
Mosquée El Amane.

### Musique

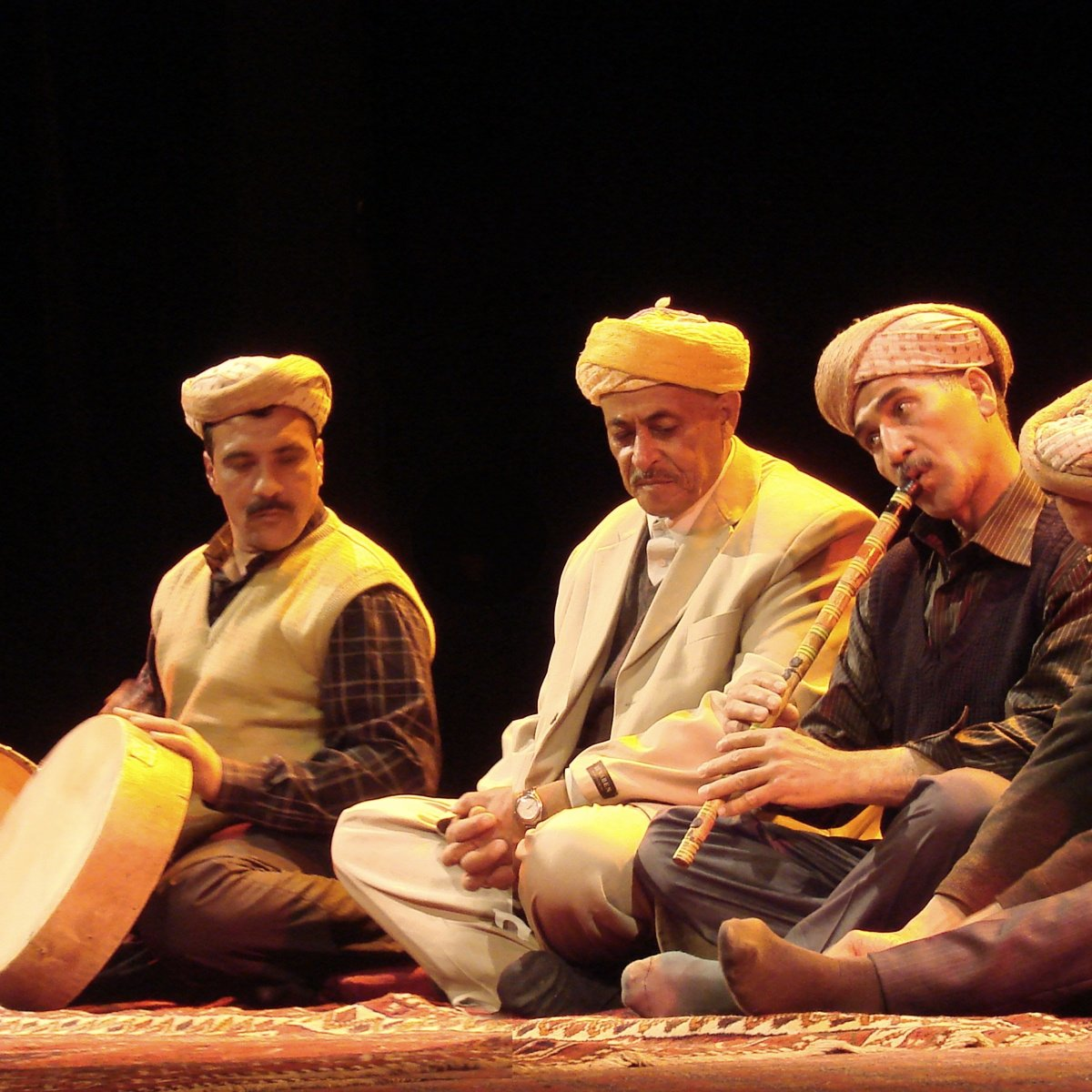
Gasba de Beni Salah

Souk-Ahras est une ville traditionnellement connue pour le malouf, genre musical très répandu dans l'est algérien, représenté par les artistes : Salim Halali et Simone Tamar , son véritable nom est Simone Aouizerate née Souk-Ahras 15 janvier 1932, Tamar étant son prénom hébraïque décédé à Paris le 15 janvier 1982. La ville est représentée aussi par d'autres genres musicaux traditionnels tels que les troupes d'Issawa et fkirettes, ou contemporains comme la musique Rap avec l'illustre Karim el gang. La Musique andalouse aussi est très présente avec Association Ichbilia. La gasba chaouia a en outre pénétré la musique soukahrassienne et de grands noms actuels de ce style sont connus dans tout l'est du pays comme Beggar Hadda, El Hadj Bouregaa : Est Ahmed ben Mouhammed ben Lâamari Messaâdia (Né en Aïn Zana, Souk-Ahras en août 1903 - Décédé le 26 juin 1996).

La chanson Chaouïa est emblématique du folklore algérien dans la région Aurès, surtout à Souk-Ahras. Elle est basée sur la forte voix du chanteur et l’instrument utilisé (GASBA) où elle a engendré les célèbres chanteurs: Beggar Hadda et El-Hadj Bouragaa. Les thèmes de la chanson Chaouïa ont joué un rôle très important pendant la Guerre d'Algérie, où elles clament les sentiments patriotiques des maquisards algériens et leurs hauts fait d'arme. Après l’indépendance de l'Algérie, elles s’orientent vers d’autres sujets comme l’amour et les questions  sociales.

## Sports
Plusieurs sports sont pratiqués dans la ville de Souk-Ahras gérés par des associations sportives et clubs locaux de la ville : 
- L’académie sportive de Souk-Ahras;
- Club de l’Académie du Mouloudia de Souk-Ahras (CAMSA);
- Tennis club de Souk-Ahras, créé en 1938;
- Le jeu de boules à Souk-Ahras;
- l’Entente Sportive de Souk Ahras, créée en 1957;
- Le club sportif Hamma Loulou;
- Le handball club de Souk-Ahras, créé en 1969;
- Le Basket Ball club de Souk-Ahras;
- Jeux d'échecs club Souk-Ahras.

### L'entente sportive de Souk Ahras
l’Entente Sportive de Souk Ahras: Le mot Entente donné au club avait pour objectif de tisser les liens sociaux entre Européens et Musulmans de la ville par le sport durant l'époque coloniale française. Le premier match disputé, était contre l’équipe d’Oum El Bouaghi sanctionné par une victoire de l'Entente (2-0) contre son club rival dans l'est algérien.
Il s’appelait à l'époque : Les Diables Rouges. À L'indépendance de l'Algérie, il prend le nom de : Fanal Rouge. Créée en 1957, il représente la ville dans plusieurs disciplines sportives notamment le football, où il participe en ligue régionale d’Annaba. dans les années 1970, l’ESSA évoluait en 2e division et gagnait plusieurs matchs contre de grands clubs nationaux. Ce club est considéré parmi les plus anciens clubs de l’Algérie et qui a vu évoluer plusieurs de ses joueurs au sein de l’équipe nationale algérienne comme Yacine SID.

## Personnalités liées à la ville
- Tacfarinas (Ier siècle av. J.-C.-24 ap.J.C.), leader d'une rébellion contre l'Empire romain (17-24 ap.J.C.)
- Apulée (125?-170), écrivain latin, auteur des Métamorphoses
- Nonius Marcellus (fin IIIe ou début du IVe siècle), grammairien du latin
- Sainte Monique (332?-387), mère de Saint Augustin
- Saint Augustin (354-430), penseur et théologien chrétien
- Martianus Capella (360? - 428?), auteur du De nuptiis philologiae et Mercurii
- Alypius de Thagaste (360-430), évêque de Thagaste
- Gaspard de Toursky (1849-1925), peintre orientaliste.
- Chérif Cadi (1867-1939), ingénieur, officier supérieur d'artillerie, astronome
- Saïd Boualam (1906-1982), député de l'Algérie, vice-président de l'Assemblée nationale, émigré en France après l'indépendance
- Saliha (1914-1958), chanteuse de folklore.
- Badji Mokhtar (1919-1954), membre de l'ALN
- Mustapha Kateb (1920-1989), acteur, homme de théâtre
- Beggar Hadda (1920-2000), chanteuse de folklore algérien.
- Salim Halali (1920-2005), chanteur de Malouf
- Mohamed Chérif Messaadia (1924-2002), militaire et homme politique
- Kateb Yacine (1929-1989), écrivain
- Tahar Ouettar (1936-2010), écrivain
- Abdelmalek Guenaizia (1936-2019), ministre délégué auprès du Ministre de la Défense
- Rachid Harraoubia (1946-), ministre de l’enseignement supérieur et de la recherche scientifique
- Djamila Ababsia, (1956-), artiste-peintre
- Leila Zerrougui (1956-), magistrate, experte juridique
- Abdelghani Zalène (1964-), homme politique et ministre, condamné pour corruption
- Taoufik Makhloufi (1988-), champion olympique du 1 500 mètres
- Mohamed Benyahia (1992-), champion de France de Hockey sur glace.
- Evan Fournier(1992-), joueur français de basket-ball, dont les grands parents maternels sont de Souk-Ahras